# UV-bestrahltes Blut
Die ultraviolette Blutbestrahlung (UVB, Synonym fotobiologische Therapie, UV-aktivierte Eigenbluttherapie, UVE) ist eine alternativmedizinische Behandlungsmethode und Unterform der Eigenbluttherapie. Eine wissenschaftlich belegte Wirksamkeit hat dieses Behandlungsverfahren nicht.

## Beschreibung des Verfahrens
Es werden ca. 50 Milliliter Blut entnommen, dessen Gerinnung durch Natriumcitrat verhindert wird. Als Gefäß wird ein dünnwandiges Quarzglas verwendet, das keine UV-Strahlung absorbiert. Anschließend wird das Blut mit UV-C-Licht bestrahlt. Bei der ähnlichen hyperbaren Oxigenisationstherapie wird das Blut zusätzlich noch mit Sauerstoff aufgeschäumt. Nach der Bestrahlung wird das Blut in eine Vene des Patienten reinjiziert. Die Behandlung beinhaltet in der Regel 4–20 Injektionen, die sich über mehrere Tage bzw. Wochen aufteilen. Der Preis für die Behandlung liegt bei ca. 40 Euro pro Einzelsitzung, so dass eine komplette Therapie mehr als 500 Euro kosten kann. Je nach Krankenversicherungtarif werden diese Kosten nur bedingt erstattet.

## Historische Aspekte
Diese Variante der alternativmedizinischen Eigenblutbehandlung wurde von dem tschechischen Chirurgen Hans Havlicek (1891–1949) entwickelt und 1934 in deutscher Sprache publiziert. Havlicek versuchte so, die beobachtete antimikrobielle Wirkung der UV-Strahlung und die zu seiner Zeit noch allgemein akzeptierte Eigenbluttherapie zu kombinieren. Nach dem Krieg wurde die UV-Blutbestrahlung zunächst in der Sowjetunion und der DDR weiter angewendet, inzwischen auch auf dem Gebiet der alten Bundesrepublik. Neben der vermeintlichen Wirkung gegen Infektionen und Durchblutungsstörungen soll die Methode angeblich auch gegen chronische Entzündungen, Stoffwechselstörungen, Krebs, AIDS und Altersbeschwerden helfen. Hierzu liegen jedoch keinerlei wissenschaftliche Belege vor, so dass die Therapie in der evidenzbasierten Medizin heute keinen Stellenwert mehr hat.

## Nebenwirkungen
Wie bei allen körperlichen Eingriffen besteht sowohl durch die Entnahme des Blutes als auch durch die Reinjektion bei nicht sachgemäßer Durchführung ein Infektionsrisiko. Durch die Verwendung steriler Einwegbehälter wurde das Risiko seit der Ersteinführung des Verfahrens hierbei deutlich gesenkt. Lebensbedrohliche Extremfällereaktionen wie Blutvergiftung auf Grund von Materialverunreinigung kommen somit nur noch selten vor. Anwender beschreiben darüber hinaus, dass es zu einer kurzzeitigen Rötung der Haut im Hals- und Kopfbereich (englisch „Flush“)  kommen kann.

## Bewertung
Nach dem Weltkrieg wurde das Verfahren in der DDR von Ärzten angewendet und kleine Fallserien publiziert. Jedoch gibt es keine Studien, die heutigen wissenschaftlichen Ansprüchen genügen. Der deutsche Gemeinsame Bundesausschuss der Ärzte und Krankenkassen untersuchte das Verfahren und kam 2001 zu dem Fazit, dass „Nutzen, Notwendigkeit und Wirtschaftlichkeit nicht belegt“ sind. Daher bezahlen die Kassen es nicht; auch die meisten Privatversicherer lehnen die Kostenübernahme ab.
Falls Personen mit ernsthaften Erkrankungen statt einer wirksamen ärztlich verordneten Therapie eine UVB durchführen, drohen unter Umständen gefährliche Folgen aus der unterlassenen Behandlung der ernsthaften Erkrankung.